# Атанас Лекаров
Атанас Георгиев Лекаров е български революционер, деец на Вътрешната македоно-одринска революционна организация.

## Биография
Атанас Лекаров е роден в костурското село Смърдеш, тогава в Османската империя, днес в Гърция. Влиза във ВМОРО и участва в Илинденско-Преображенското въстание като четник на Васил Чекаларов и Пандо Кляшев. Участва в превземането на Клисура, сражението при Капещица и Билища, а след това в сражението при кулата на Писодер и превземането на Невеска. При потушаването на въстанието Смърдеш е опожарено. След въстанието продължава да е работник на Организацията до емигрирането му в Свободна България.
На 3 април 1943 година, като жителка на Пловдив, вдовицата му Дона подава молба за българска народна пенсия, която е одобрена и пенсията е отпусната от Министерския съвет на Царство България.